# Schmu
Der Schmu ([ʃmuː] ⓘ), aus hebräisch šəmū'ā beziehungsweise in der aschkenasischen Aussprache šəmū'ō, jiddisch schmue „Erzählung, Gerücht, Gerede“, wird im Duden als umgangssprachlich für einen leichten Betrug definiert, etwa in der Wendung „Schmu machen“.

## Etymologie
Vermutlich über das Rotwelsch gelangte das Wort Schmu  in die deutsche Sprache, wo es seit 1729 literarisch bezeugt ist, das genaue Vorbild bleibt jedoch unklar. Das Wort Schmus wird als ein möglicher Ausgangspunkt gehalten (dazu auch Schmuser, eine „männliche Person, die bei einem Ladendiebstahl den Inhaber durch Reden ablenkt.“).

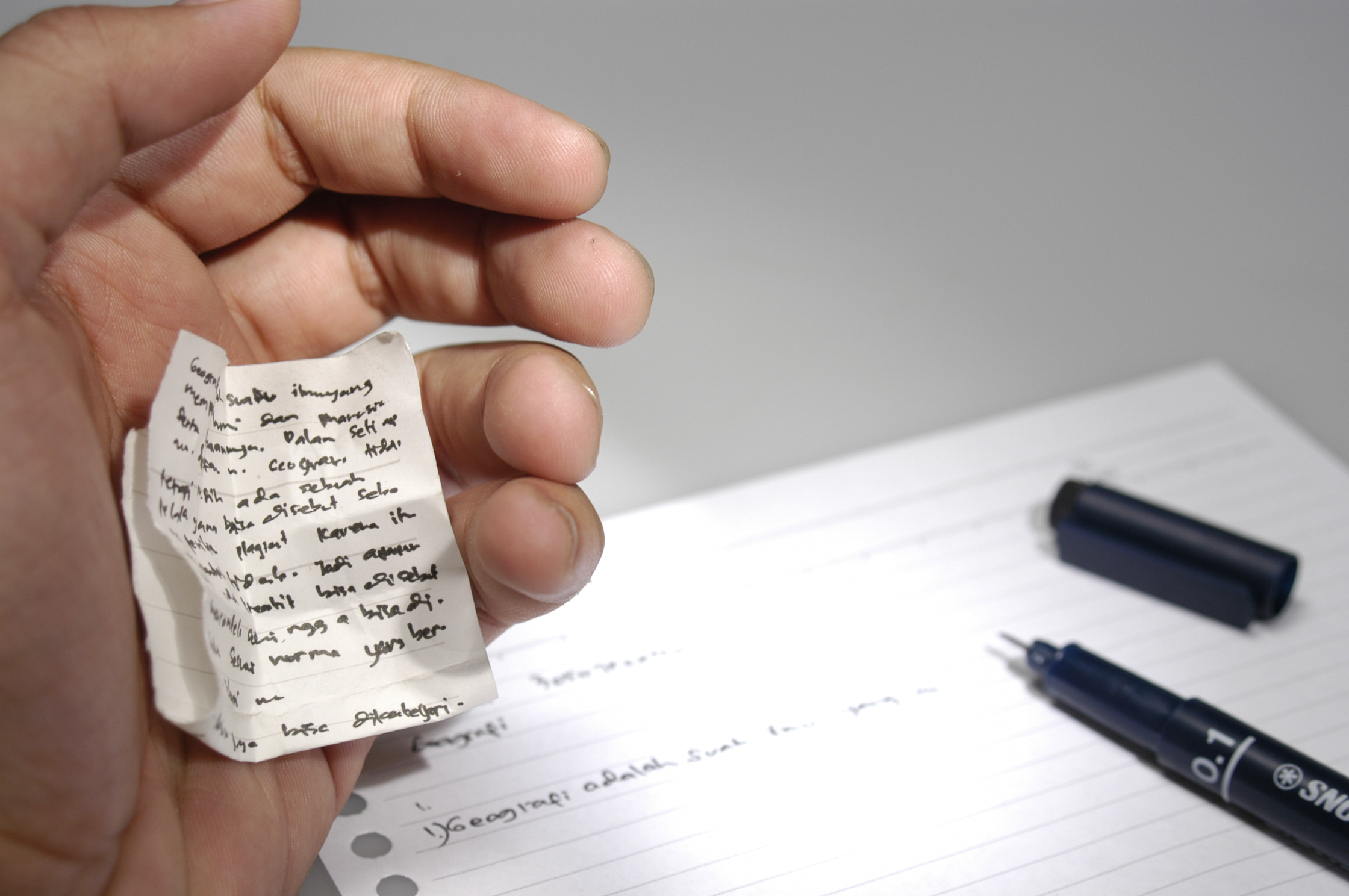
Schmuen mit einem Spickzettel

Auch in mundartlichen Wendungen findet sich der Ausdruck, beispielsweise sagte man in Pommern: „He wett sinen Smu to maken“, er weiß sich seinen Vorteil zu verschaffen. Das Verb „schmuen“ wird dagegen nur selten für „Schmu machen“ eingesetzt, es bezeichnet eher eine kleinere Schwindelei oder geringfügiges Schummeln, in Bayern auch „Unterschleif“ genannt, wie beispielsweise das Abgucken bei einem Mitschüler während einer Klassenarbeit.
Das „Schmugeld“ ist, oder war, vor allem in der Vergangenheit, das von der Hausfrau von dem von ihrem Ehemann erhaltenen Wirtschaftsgeld abgezweigte Geld, das sie, vielleicht für Sonderausgaben, irgendwo versteckt aufbewahrte. Im Gastgewerbe verharmloste es sprachlich ab dem Jahr 1920 den vom Kellner dem Gast bewusst zu viel berechneten Verzehr.

## Verwendung (Beispiele)

### Medien

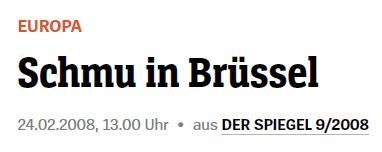
„Schmu in Brüssel.“
Der Spiegel, 24. Februar 2008

Insbesondere in der Presse wird der Begriff Schmu, anstelle Betrug, für ein mehr oder weniger großes Schummeln gebraucht: „Der Schmu mit dem Bäumepflanzen“, „Schmu im Supermarktregal“, „Der Schmu mit den Rentenfaktoren“ oder „Schmu in Brüssel“ waren beispielsweise Überschriften in den ersten Jahrzehnten des 21. Jahrhunderts.

### Kürschnerhandwerk
Im industriellen Kürschnerhandwerk spielte der Schmu als mehr oder weniger große Unterschlagung zumindest früher eine wesentliche Rolle, begünstigt dadurch, dass hier der tatsächliche Materialverbrauch für ein Pelzteil nachträglich kaum zu überprüfen ist. Insbesondere von den für die Pelzkonfektion im Lohnauftrag als Zwischenmeister arbeitenden Kürschnern wurde es als wenig ehrenrührig angesehen, sich einen Teil des Ertrags durch nicht verarbeitete Felle zu erwirtschaften. Entsprechend verhielten sich unter Umständen auch deren Angestellte. In einem Wiener „Pelzlexikon“ aus dem Jahr 1951 wurde der Schmu als reguläres Einkommen behandelt. Es fasste unter „Schmuh“  und „Schmuhmachen“ alle Materialreste zusammen, Felle und Pelzstücken, die dem auf fremde Rechnung arbeitenden Stückmeister verbleiben: „Mit dem Ankauf solcher Restpartien, respektive deren Wiederveräußerung befaßten sich eigene Schmuhhändler. Mit der Verknappung der Materialien ist auch der Schmuh rar geworden. […]“
Der Pelzhändler Bernhard Mayer (1866–1946) berichtete aus seiner dem Unternehmen angegliederten Werkstatt in Brüssel:

„Ein großer Mißstand in der Fabrikation war das sogenannte ‚Schmue-Machen‘ der Arbeiter. Es bestand darin, daß der Arbeiter vor allen Dingen darauf hinarbeitete, mit weniger Fellen als berechnet auszukommen und die besten Felle für sich zu behalten. […] Das ‚Schmue-Machen‘ war derart üblich, daß in Werkstätten, die zeitweise streng überwacht wurden, die Arbeiter, wenn sie nichts für sich beiseite schaffen konnten, einige Felle einfach zerschnitten, damit trotzdem eine größere Anzahl als nötig verbraucht wurde. […] Sie betrachteten dies nicht als Diebstahl, sondern als Beweis ihrer Geschicklichkeit. […]“

### Textilindustrie
In der Textilfertigung waren es die „Schmulappen“, die beim Zuschneiden übrig blieben und privat für andere Zwecke, zum Beispiel für Kinderkleidung, verwendet wurden.

### Kartenspiel
„Schmu“ ist eine von vielen Bezeichnungen des Kartenspiels Schummellieschen. Die Spielidee ist denkbar einfach. Es ist erlaubt zu betrügen, sich aber dabei nicht erwischen zu lassen.

## Zitat
„[…] Gestern Banquerott gemacht

Kann mir’s heute Keiner wehren,

Von dem was ich mir Schmu gemacht,

Nun nach Gefallen hier zu zehren.

Ging auch mein Renome verloren,

So hat’s mir doch was eingebracht. […]“